# 성도착 목록
이 문서는 매우 비정형있는 개체, 상황, 또는 개인의 성적 매력인 성도착의 목록이다.

## 성도착
| 성도착        | 성적 매력의 초점                                                                                               |
| ------------- | --- |
| 가학증        | 다른 사람에게 고통을 가하는 것                                                                                 |
| 곤충기호증    | 곤충이 기어가는 것                                                                                             |
| 고통도착증    | 특히 성감대를 포함하는 통증. 감각보다는 주관적인 해석의 생물학적으로 다른 해석이 있다는 점에서 피학증과 다르다 |
| 눈물도착증    | 눈물 혹은 울음                                                                                                 |
| 분변기호증    | 똥 |
| 소아성애증    | 미성숙한 아이                                                                                                  |
| 시체성애증    | 시체 |
| 시간도착증    | 특정한 나이대의 사람                                                                                           |
| 성적 페티시즘 | 무생물개체 |
| 상도착증      | 동상, 마네킹과 부동                                                                                            |
| 음악도착증    | 음악에 의한 각성                                                                                               |
| 주연도착증    | 무대에 서거나 카메라에 촬영되는 것                                                                             |
| 탄도착증      | 식사 또는 다른 사람에 의해 먹히는 상상. 보통 한 조각에 전부 삼켜진다                                           |
| 파행도착증    | 절뚝거리는 사람                                                                                                |
| 피학증        | 고통. 구타 당하거나 모욕 당하는 것                                                                             |
| 혈액도착증    | 혈액을 마시거나 보는 것                                                                                        |
| 흡혈도착증    | 유혹하거나 혈액을 포함하는 것                                                                                  |

## 같이 보기
- 구애장애
- 성적대상위치오류
- 비도착적 성적인 관심에의 기술용어 목록
- 사랑지도
- 변태 성욕